# Cultuurgebied

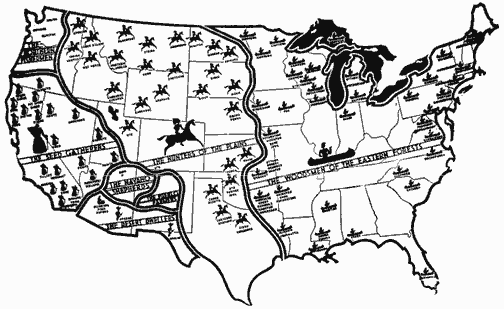
Clark Wissler's kaart van inheemse Amerikaanse cultuurgebieden (1948)

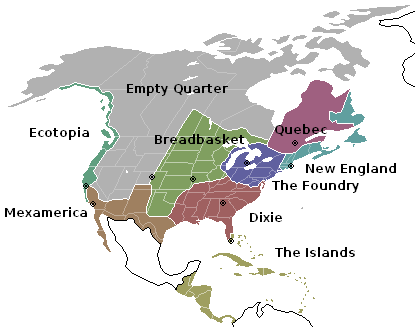
The Nine Nations of North America

Een cultuurgebied is een gebied met een relatief homogene cultuur. Binnen een cultuurgebied of culturele regio deelt de bevolking een aantal culturele kenmerken (zoals bijvoorbeeld taal, religie, bouwstijl of bestaanswijze) waardoor ze zich onderscheidt van andere cultuurgebieden. De omvang van een cultuurgebied is onbepaald en vaak worden administratieve grenzen overschreden. Cultuurgebieden bestaan op verschillende schaalniveaus.
Het is niet mogelijk een meer nauwkeurige omschrijving van het begrip cultuurgebied te geven omdat dat de definiëring afhankelijk is van wat men onder cultuur verstaat. Het begrip cultuur speelt namelijk ook een rol in het debat over nationale en regionale identiteit, migratie en integratie met conflicterende inzichten . Soms gaat het om tastbare materiële kenmerken (bouwstijl, kleding, gebruiksvoorwerpen), maar vaak ook om religie, sociale structuur en heersende waarden en normen.
Het begrip cultuurgebied wordt in verschillende wetenschappen gebruikt waaronder de etnologie, de culturele antropologie, de sociale geografie, de geschiedenis en de linguïstiek.
In de 19e eeuw ontstond de behoefte etnografische collecties in musea te ordenen op basis van ruimtelijke kenmerken. De Deense archeoloog Christian Jürgensen Thomsen (1788-1865) gebruikte de taxonomische benadering Carl Linnaeus voor de classificatie van archeologische vondsten
Het idee dat de verscheidenheid aan culturen in de wereld geordend zouden kunnen worden naar geografische gebieden met overeenkomstige culturele kenmerken was analytisch gezien erg interessant. Aan het einde van de 19e eeuw werd dit idee geaccepteerd door met name Duitse en Amerikaanse wetenschappers . 
Verwante begrippen in andere taalgebieden zijn: Culture area, Kulturraum, Kulturprovinz, Kulturkreis en Genre de vie.
De ontwikkeling van het begrip in het begin van de 20e eeuw hangt nauw samen met het diffusionisme, een stroming in de sociale wetenschappen die zich ontwikkelde als reactie op het evolutionisme. De vraag was of overeenkomsten tussen cultuurelementen (bijvoorbeeld huisvormen of gereedschappen) bij ruimtelijk gescheiden culturen terug te voeren konden worden op onafhankelijke inventie óf op diffusie door migratie en handelscontacten 

## Culture area
De van oorsprong Duitse geograaf en etnoloog Franz Boas (1858-1942) deed veel onderzoek onder Noord-Amerikaanse indianen en verzette zich tegen de opvatting dat culturen een lineair evolutionistisch bepaald proces zouden doorlopen van primitief naar meer ontwikkeld. Culturen waren volgens hem in essentie dynamisch en er was sprake van een voortdurende aanpassing aan gewijzigde omstandigheden. Specifieke cultuurpatronen in bepaalde gebieden waren als het ware de ruimtelijke neerslag van culturele processen in de tijd. Boas wordt beschouwd als de grondlegger van de historische school in de antropologie (historisch particularisme). Boas neemt een idiografische positie in door cultuurgebieden te beschouwen als unieke ruimtelijke eenheden.
Zijn tijdgenoot Alfred Wissler (1870-1947) vond daarentegen dat de nadruk op cultuur als iets unieks niet wetenschappelijk was. Wetenschappers moesten in hun onderzoek streven naar het vast stellen van algemene wetten (de nomothetische opvatting) en cultuur moest zo worden gedefinieerd dat vergelijkend onderzoek mogelijk werd. Het idee van cultuurgebieden kon als analytisch instrument worden gebruikt. Wissler onderscheidde 7 cultural areas in Noord-Amerika.
Alfred L. Kroeber (1876-1960), gepromoveerd bij Franz Boas, ontwikkelde het begrip cultuurgebied (culture area) verder. De spreiding van cultuurkenmerken over een bepaald gebied geeft belangrijke informatie voor het begrijpen van de historische relaties tussen de bewoners. De ruimtelijke concentratie van het voorkomen van cultuurkenmerken leidde tot cultuurcentra. Dit zijn tevens de gebieden met een grote culturele invloed op de omgeving. Hij voegde daar in 1931 het begrip climax aan toe: de culminatie in tijd en ruimte van een bepaald cultuurpatroon .
Kroeber werkte aan de University of California samen met Carl Ortwin Sauer (1889-1975) die goed bekend was met het werk van de Duitse geografen. Sauer vond dat geografen zich moesten concentreren op het landschap en hij gaf zo een aanzet tot de cultuurlandschapsgeografie in de Verenigde Staten. Maar voor de ontwikkeling van het begrip cultuurgebied was zijn boek ‘Agricultural Origins and Dispersals’ (1952) van meer belang. Hij onderzocht de manier waarop de mens zich had aangepast aan de steeds wisselende omstandigheden en in dat licht stelde hij vast dat er verschillende kerngebieden in de wereld te herkennen waren voor de ontwikkeling van de landbouw. Het kernland voor de Oude Wereld lag in Zuid-Azië, het kernland voor de Nieuwe Wereld in het Andesgebied van Latijns Amerika . De diffusie van de innovaties die in deze gebieden tot stand waren gekomen, waren volgens Sauer de drijvende krachten in de geschiedenis (diffusionisme).
Donald W. Meinig trachtte het cultuurgebied van de Mormonen in de Verenigde Staten vast te stellen . In de 19e eeuw streefden de Mormonen naar een eigen gebied genoemd Deseret, waarvan de omvang zou reiken tot aan de Mexicaanse grens. De claim werd door het Amerikaanse Congres afgewezen (wat bewijst dat cultuurgebieden op verschillende wijze kunnen ontstaan), maar het vormde wel de aanzet tot het ontstaan van een Mormoons cultuurgebied. Meinig onderscheidde in dit gebied een kern (core area), met als centraal punt Salt Lake City. Daarom heen een gebied waar de invloed van de Mormonen dominant was. Hij noemde dat het ‘domain’. Aan de randen van het cultuurgebied ontstond een ‘sphere’ waar nog slechts een aantal cultuurkenmerken van de Mormonen herkenbaar was. Hier vormden de Mormonen een minderheid zoals bijvoorbeeld in de steden Phoenix, Tucson en Las Vegas.
Halverwege de jaren tachtig van de 20e eeuw kwam de culturele geografie opnieuw in de belangstelling te staan na een periode van grote aandacht voor de zogenaamde kwantitatieve geografie (zie Ruimtelijke analyse en behaviorale geografie). Meer dan in de culturele geografie van geografen als Sauer werd nu de betekenis die mensen aan hun omgeving hechten op de voorgrond geplaatst . Tegelijk kwam er bij de geesteswetenschappen meer aandacht voor de factor ruimte onder andere door de invloed van het werk van Michel Foucault en Henri Lefebvre.
Wilbur Zelinsky (1921-2013) publiceerde in 1980 een artikel over de ‘vernacular regions’ in de Verenigde Staten. Het zijn gebieden waarmee mensen zich emotioneel verbonden voelen. Nederlandse geografen geven hieraan de naam thuisgebied . Op basis van de frequentie en de ruimtelijke variatie in culturele en plaatsgebonden termen in telefoonboeken stelde Zelinsky een regionalisering van de Verenigde Staten voor in 14 vernacular regions. Zelinsky begon met het opstellen van een lijst van 400 criteria. Na een aantal tests bleven er 73 over.
In 1981 publiceerde Joel Garreau, een journalist van de Washington Post, het klassiek geworden boek ‘The Nine Nations of North America’. Op basis van literatuuronderzoek en talloze gesprekken met mensen die hij op zijn vele reizen door Noord Amerika ontmoette, karteerde hij 9 ‘naties’ die zich van elkaar onderscheiden door een eigen cultuur en economie, maar vooral ook omdat de mensen die er woonden zich op de een of andere manier met elkaar verbonden voelen: ze beschouwen het als hun thuisgebied .
Door de opkomst van Geografische Informatiesysteem ontstonden nieuwe mogelijkheden grote hoeveelheden culturele data te presenteren in kaartvorm. In 2013 verscheen ‘A Contemporary Guide to Cultural Mapping. An ASEAN-Australia Perspective’. Deze gids was bedoeld om ‘cultural mapping’ toegankelijk te maken: ‘Cultural mapping is the term used to describe the set of activities and processes for exploring, discovering, documenting, examining, analysing, interpreting, presenting and sharing information related to people, communities, societies, places and the material products and practices associated with those people and places.  Een van de casestudies in deze gids betreft de The Macquarie Atlas of Indigenous Australia. Deze atlas geeft een overzicht van de beschikbare data over inheemse culturen in Australië.

## Kulturkreis
In Duitsland zijn de ideeën van Friedrich Ratzel (1844-1904) bepalend geweest voor de ontwikkeling van het begrip cultuurgebied (Kulturkreis). In zijn ‘Anthropogeographie’ (1882) was deel 2 gewijd aan de concentratie en spreiding van de bevolking en nederzettingsvormen. Uit de bestudering van de ruimtelijke spreiding van cultuurkenmerken kon de geschiedenis worden afgeleid. Geïnspireerd door Ratzel construeerde Leo Frobenius (1873-1938) verschillende Kulturkreise in Afrika. Frobenius zag culturen als levende organismen die historisch gezien door verschillende fasen van geboorte, volwassenheid en sterven konden gaan.
In 1904 presenteerden Fritz Gräbner (1877-1934) en Bernard Ankermann (1859-1943) hun opvattingen over de Kulturkreislehre in twee voordrachten over Kulturkreise in Oceanië en Afrika op een bijeenkomst van de Berliner Gesellschaf für Anthropologie, Ethnologie, und Urgeschichte in Berlijn. Zij stelden dat de cultuurovereenkomsten tussen genoemde gebieden niet veroorzaakt kon worden door een rechtstreeks verbinding maar door contacten met eenzelfde brongebied (met name India) 
De cultuurhistorische methode werd verfijnd door de paters Wilhelm Schmidt (1868-1954) en Wilhelm Koppers (1886-1961), de voornaamste vertegenwoordigers van de zogenaamde Wiener Schule van de etnologie. Zij probeerden de vroege geschiedenis en de culturele evolutie te verbinden met de bijbelse scheppingsgeschiedenis. Schmidt en Koppers trachtten wereldwijd Kulturkreise te construeren. Kulturkreise hadden opeenvolgende ontwikkelingsniveaus. Men onderscheidde ‘Urkulturen’, ‘Primärkulturen’ en ‘Sekundärkulturen’.
In oorsprong is Kulturkreis een methodisch hulpmiddel bij de classificatie van cultuurkenmerken. Het was dus niet zoals bij het begrip culture area, een concreet geografisch begrensd gebied. Soms omspant een Kulturkreis de halve wereld zoals bijvoorbeeld de ‘exogaam-patriarchale Kulturkreis’ in delen van Australië, Melanesië, Indonesië, India en Afrika.

## Kulturprovinz
De Duitse prehistoricus Gustaf Kossinna (1858-1931) gebruikte voor het onderzoek naar het materiële erfgoed van verdwenen culturen het begrip Kulturprovinz, een geografische begrensde ruimte waarin een bepaalde samenhang van cultuurkenmerken als gereedschappen en nederzettingsvormen vastgesteld kon worden. Hij was van mening dat Kulturprovinzen samen hingen met het woongebied van bepaalde volkeren of stammen zoals de Germanen en de Kelten. Zij werk had een sterk nationalistische en zelfs racistische ondertoon 

## Kulturraum
In de Duitse geografie van de periode 1900-1950 is het landschap een centraal begrip. Otto Schlüter (1872-1952). Niet alleen gaf het begrip de geografie een eigen object van studie, het sloot ook aan bij de ideeën uit de Duitse geesteswetenschappelijk traditie: ‘Dit ideeënveld kan worden omschreven met holistische begrippen als ‘Ganzheit’, ‘Totalität’, ‘Integration’, ‘Synthese’, ‘Gestalt’ en ‘Individualität’’. Het concept cultuurlandschap is de opmaat geweest voor voorstellen de wereld te geleden in zogenaamde Kulturräume. Albert Kolb verdeelde de wereld in een tiental Kulturerdteile . In veel regionaal georiënteerde geografie handboeken, hanteert men nog indelingen die op de een of andere manier teruggrijpen op de indeling in Kulturräume. Jan O.M. Broek en John W. Webb gebruiken in hun handboek een indeling van de wereld in vier ‘Major Realms’ en drie ‘Minor Realms’ . Hun vier Major Realms komen overeen met de indeling in beschavingen die door de historicus Arnold Joseph Toynbee (1889-1975) werd gehanteerd :
A. Major realms (civilizations)
1. Occidental (Western; European)
2. Main Islamic (North African-South-west-Asian; Arab-Persian
3. Indic (India; Hindu)
4. East Asian (Sinitic)
B. Minor realms
5. Southeast Asian
6. Meso-African (Negro-African)
7. Southern Pacific